# Truttikon
Truttikon är en ort och kommun i distriktet Andelfingen i kantonen Zürich, Schweiz. Kommunen har 470 invånare (2023).